# WEST8

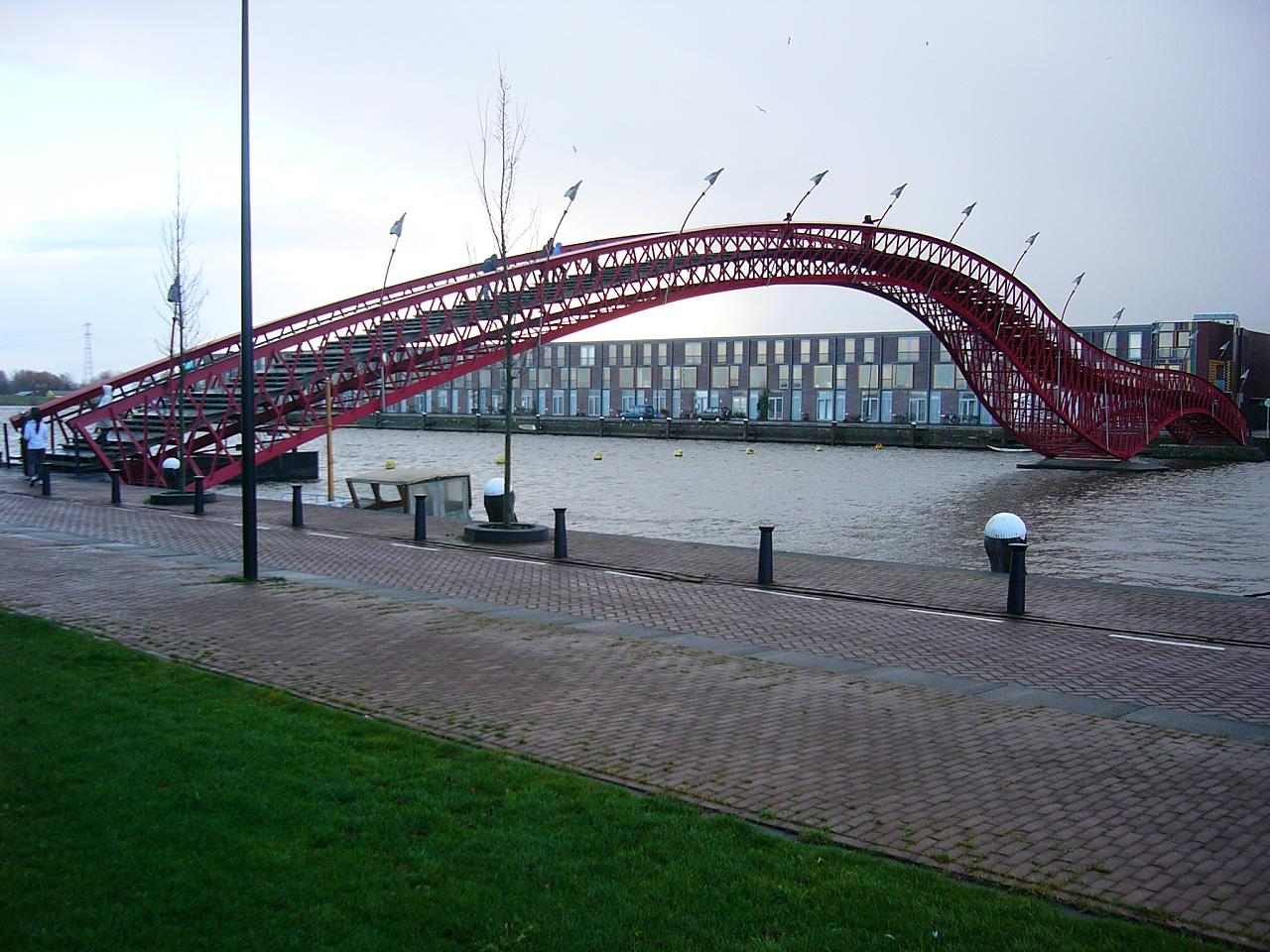
Borneo Sporenburg, Amsterdam

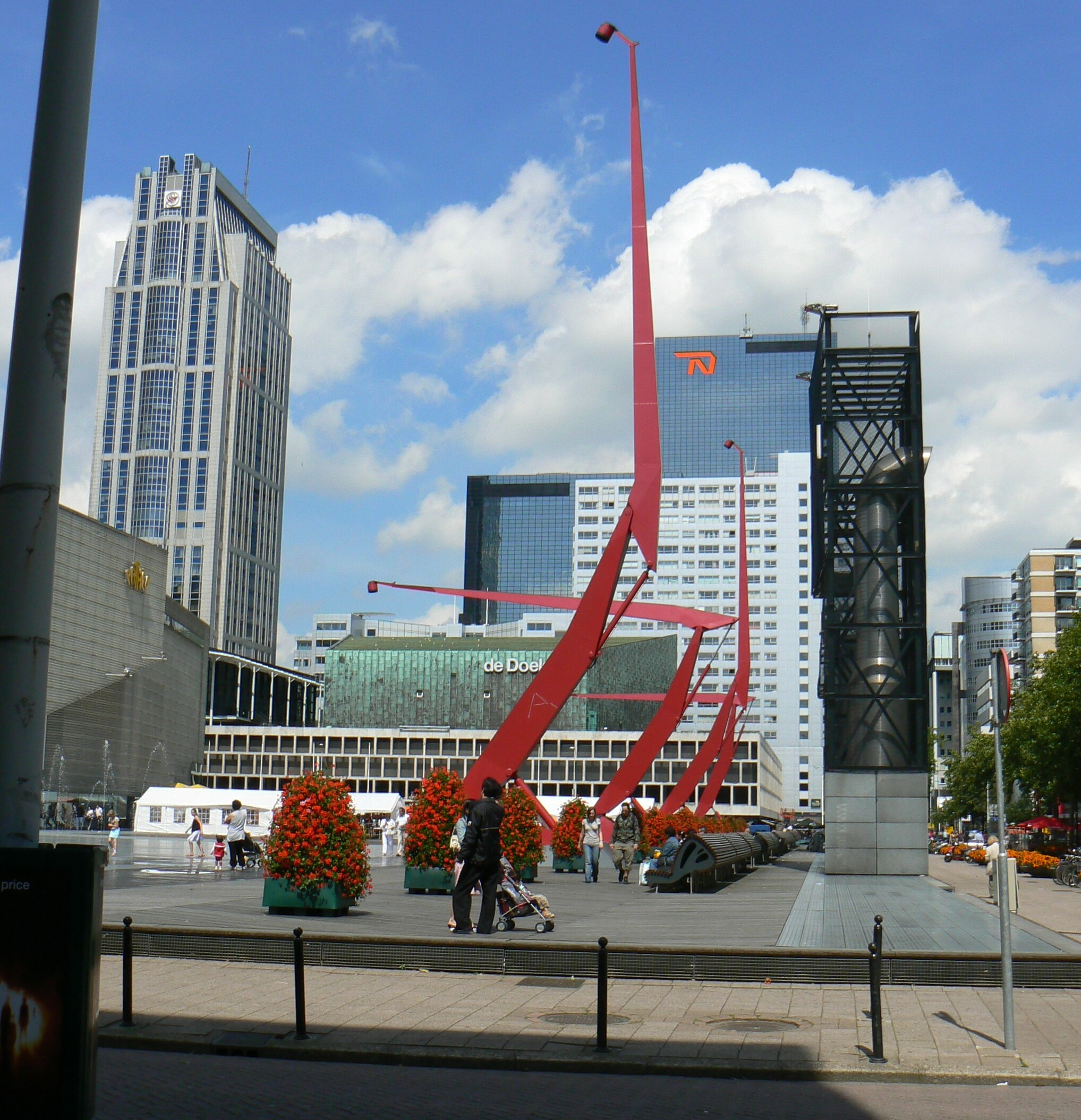
Schouwburgplein, Rotterdam

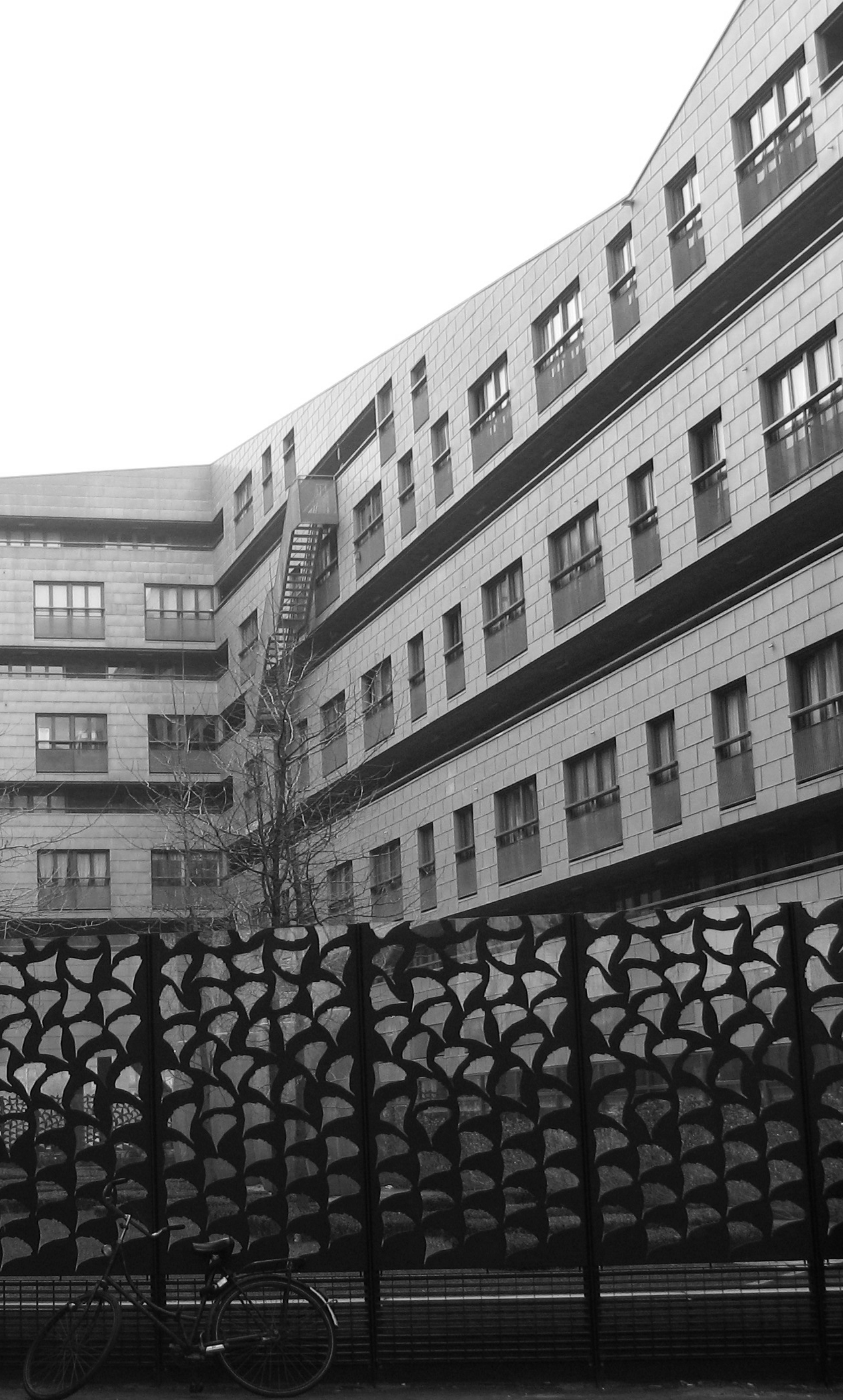
Het Whale housing project, Rotterdam

WEST8（ウエストエイト）は、オランダ・ロッテルダムを拠点に活動する環境デザイングループ。
設計事務所・ランドスケープアーキテクチャーユニット。メンバーはランドスケープ（landscapists）アーキテクツト・環境デザイナーを中心に、建築家、都市計画家、アーバンデザイナー他のデザイナー集団で、ランドスケープアーキテクチュアとアーバンデザインを中心に展開しているが、ウエスト8は、単なるランドスケープ・デザインを行う会社ではなく、マルチ・デイシプリナリーなメンバー構成で、コンテンポラリー・カルチュア、アーバン・アイデンティティ、パブリック・スペースなど、都市全般に関わるデザインや開発までを手がける。都市デザインや大規模公共空間などのランドスケープデザインのほかには、ユニークな橋梁やストリートファーニチャの設計も手がける。
建築家との協働も多く、これまでリチャード・ロジャース、スティーブン・ホール、ドミニク・ペロー、エンリク・ミラーレス、ノーマン・フォスター、レム・コールハース、ヘルツォーク&ド・ムーロン、UNスタジオ、マッシミリアーノ・フクサス、MVRDV、ザハ・ハディッドなどの面々とプロジェクトに関わってきている。
名前の由来はロッテルダムの風の吹く方向と強さを（西の風、風力8）表したもの。
代表のアードリアーン・グーズ（Adriaan Geuze。エイドリアン・グース、アドリアン・ヒューゼ、アードリアン・ヒィーゼの表記も。1960年-　）は、オランダを代表するランドスケープアーキテクツトで、デルフト工科大学及びハーバード大学デザイン大学院(GDS)の客員教授も過去に務めてきた他、ベルラーヘ学院他数々の学校で後進の育成にも当たる。
オランダ・ドルドレヒト生まれ。1987年、オランダ・ワーハニンゲン（ヴァヘニンヘン、ワーゲニンゲン）農業大学大学院修士課程を修了し、ランドスケープ・アーキテクチュアの修士号を取得。同年、ヴァン・ベークとともにウエスト8を設立した。現在では建築雑誌『Archis』の編集やアムステルダム・スキポール空港・ランドスケープデザイン、事務所内のほぼ全てのプロジェクトのスーパーバイザーを務め、ヨーロッパにおけるアーバンデザインの担い手として活躍している。

## 主な作品
- 東京キャナル・プロジェクト（Tokyo Canal Project、テレデザインと）
- スキポール空港環境計画（1998）
- セントピーターズバーグ桟橋デザインコンペ「St. Petersburg Pier International Design Competition」3位（St. Petersburg People's Pier 2011年、フロリダ州セントピーターズバーグ）
- 「アバディーン・シティガーデン・プロジェクト」コンペに参加（2012年、イギリス）
- ニュー・ワールド交響楽団新キャンパスと公園（2011年、マイアミ、フランク・ゲーリーとWEST 8による）
- モスクワ・ラグジュアリーヴィレッジ（Moscow Luxury Village、2004-2006年、ロシア・モスクワ、モスクワ郊外森林新都市開発）
- イースト・スケールト防波堤環境計画（オランダ・東スケールト地区、産廃物の貝殻（ムラサキガイとガルガイ）を利用。1991年から1992年）
- シャウブルフプレイン（Schouwburgplein、オランダ　ロッテルダム駅駅前（1997年、1993年にランドケープデザインコンペとして競技設計が行われた。ボードウォーク広場、1996年）
- ロッテルダム中央駅改修プロジェクト改修事業
- マンザナレス線状公園（Manzanares Linear Park、マドリッド）
- 歩道橋「Puente Cascar」（2010年、マドリッド）
- マドリッド・RIO - 緑の壁・王宮裏マドリッド川沿整備（Madrid RIO、ブルゴス&ガリード、ポラスラ・カスタ、ルビオA.Salaらと。マドリッド、2006年-2011年）
- テレポート・パーク計画　高架下の空地利用。廃墟公園のデザイン（1995年、アムステルダム）
- Noorder公園アムステルダム（Noorderpark Amsterdam）
- イペンブルフ・シンゲルス（Ypenburg de Singels、オランダ・イペンブルフ、2002年）
- イペンブルフ（Ypenburg） - deelplan 6（1998-2003、オランダ・ハーグ）
- 光州ビエンナーレ/ハイ・ボタニック・ブリッジ（High Botanic Bridge、2001年、韓国・光州）
- ポルタ・ヌオヴァ（Porta Nuova、ミラノ）
- サンタジュリア・プロジェクト（Santa Giulia、2005-2012、ミラノ）
- カナールエイランド橋梁施設（Kanaaleiland、ベルギー・ブルーゲ（ブルージュ）、2002年）
- ジュビリー・ガーデン（Jubilee Garden、ロンドン、2005年）
- ワン・ノース・パーク（One North Park、シンガポール、2006年）
- インター・ポリス・ガーデン（Interpolis Garden、オランダ・ティルブルフ、1998年）
- ズンドー・ガーデン（Sund Garden、スウェーデン・マルモ（マルメ）、2001年）
- セクレト・ガーデン（Secret Garden、スウェーデン・マルモ、1999年）
- パーク・ストリップ（Park Strijp、オランダ・アイントホーヘン）
- レンズフェルト社庭園（Lemsvelt Garden、オランダ・ブレナ、1999年）
- ユトレヒト大学図書館中庭（Courtyard Garden at Utrecht University Library、ユトレヒト、2005年）
- チズウィック・ビジネスパーク（Chiswick Business Park、ロンドン、2000年）
- スイス・ナショナル・エクスポ2002 - Landscape versus media（Swiss National EXPO'02 2002、スイス・イヴェルドン・レ・バン（Yverdon les Bains）)
- アムステルダム東部港湾地区再開発計画・ボルネオ・スポーレンブルフ都市開発マスタープラン（Borneo-Sporenbug - 2500 Voids, 1997年）
- ボルネオ・スポーレンブルフ橋（Borneo Sporenburg Bridges、スポーレンブルフとボルネオを結ぶ橋）
- シープスティンメルマン通り（Scheepstimmermanstraat）長屋形式の住宅群全体計画
- 砂丘都市計画（1998年、ロッテルダム）
- コッパン・フェインノード・ロッテルダム南地区再開発
- トロント/中央ウォーターフロント・マスタープラン・デザイン（DTAH + アラップ ルーシー・バリヴァントらと）
- トロント/ネイサン・フィリップス・スクエア（トロント、市庁舎の南口にある市庁舎前広場、2006年に行われたコンペティションで選出）
- 歩行者及び自転車専用橋「The Twist」（フラールディンゲン）
- 57桟橋（ニューヨーク、2009年）
- キング・クレセント計画（ロンドン）
- マーストリヒト空港拡張とビジネス・パーク計画（コンペティションで選出）
- クレラー・ミュラー美術館彫刻庭園（Kroller-Muller Museum Sculpture Garden、オランダ）
- トロムセ臨海部開発（スペース・グループ、オーヴ・アラップ・アンド・パートナーズらと、国際設計競技選出作）
- ツイスト橋（オランダ・フラールディンゲン）
- アルメレウ新市街IJlandランドスケープ（Almere Landscape、オランダ・アルメレウ、2009年）
- Maximapark（旧Leidsche RIJN（ライン川）公園（Leidsche RIJN Park）、Leidscheレイン（英語版）、オランダ・ユトレヒト西下近郊で建設）
- Leidsche RIJNの橋（Leidsche Rijn Bridges）
- ライプティヒ・エスペンハイン・テラス計画　テラス状宅地などを構築
- CBK彫刻の庭（CBK Sculpture Garden、1992年、オランダ・ドルドレヒト）
- エドガーRyckaertプレイス（Burgemeester E. Ryckaertsplein、ベルギー・アントワープ）
- 大エジプト博物館公園（ギザ美術館、Grand Egyptian Museum（GEM）エジプト・カイロ）
- サン・ミケーレ墓地プロジェクト（Cemetery San Michele、ヴェネツィア）
- ABNアムロ銀行プロジェクト（ABN Amro Bank）
- カラスコスクエア（Carrasco Square、アムステルダム、1997年から1998年）
- 2011年・西安国際園芸展歩道橋・10.000橋の庭（Garden of 10.000 Bridges Elevated Walkway、中国西安市、迷路のような橋の庭）
- エイゴンセンター広場（AEGON Center Square）
- キャンパス憲法裁判所（カールスルーエ、2011年）
- パインコーンガーデン（Pine Cone Garden Padula, イタリア）
- スフィンクスの庭（Sphinx Garden、アムステルダム）
- メビウスハウス・ガーデン（Mobius House Garden、オランダ・ブッスム、住居はUNスタジオによる）
- VSBための庭（Garden for VSB、ユトレヒト）
- チャールストンの湿地庭園（Swamp Garden、アメリカ合衆国）
- ルーフガーデン「4つの湖」（Roofgarden Four Lakes、オランダ・ウールデン）
- センターストリートアトリウム・ニューヨーク（Centre Street Atrium New York）
- クール・デ・ロージュ（Cour de Loges）
- 牛 - ホライズン・プロジェクト （Horizon Project、2005年-2006年、オランダ各地で。第2回ロッテルダム国際建築ビエンナーレの一環として）
- フェスティバルガーデン/ショーモン（Festival Garden、1999年-2000年、フランス、ショーモン・シュル・ロワール）
- クロウメモドキ・シティ（Buckthorn City、1995年、オランダ・ホークバン）
- ガバナーズ島（Governors Island、ニューヨーク）
- マイアミビーチのサウンドスケープ（Miami Beach SoundScape、フロリダ州マイアミビーチ）
- Sagreraリニアパーク（バルセロナ）
- セントラルパーク・バレンシア（Central Park Valencia、スペイン・バレンシア）
- パークJB Lebas（Parc JB Lebas、フランス・リール）
- シャッセ・terrein（Chasse-terrein、オランダ・ブレダ）
- カントリーエステート「New Rhijngeest」（Oegstgeest、オランダ）
- タルサ・リバーフロント（Tulsa Riverfront、アメリカ合衆国・タルサ）
- 垂直方向の風景、緑のマンハッタリズム（Vertical Landscape）
- 「Riem Park」（Riem Park- Virgin city、ミュンヘン）

デザインのアプローチ手法は、ハイプリッドでマルチ・デイシプリナリーな姿勢で都心コンテクストに対処するデザインを創造することで、文化遺産に貢献・寄与すると信じているという。
その真摯でオプティミスティックな対応から通常では想像もできないような解決を生み出している。
常にローカルなコンテクストと歴史、そしてランドスケープと生態系を参照し、さらに市場のクライテリアや、
政治的現状をも利活用し、むしろ調査や開発パラメータ、社会的政治的手段でデザインボキャブラリーを豊富にしマルチレベルの品質を保証、これが強固なアイデンティティを生み出し商業投資を促す精神性をつくっていく。
ウエスト8のデザインは、ガーデンでも草花や樹木を多用するデザインとは異なる前衛的でドライなものが多い。
都市開発に、強烈且つわかりやすいコンセプトとユニークなアイデンティティを付与し、既成のではなく時の経過とともに芳醇さと美しさを蓄積し生み出していっている。